# Stefan Sandkühler
Stefan Sandkühler (* 10. August 1920 in Nürnberg; † 5. März 2004 im Neulinger Ortsteil Bauschlott) war ein deutscher Mediziner, Hochschullehrer und Kunstmäzen.

## Leben
Stefan Sandkühler, Sohn von Jutta Sandkühler, geborene Kronecker, und des Neuphilologen, Anthroposophen und Waldorflehrers Konrad Sandkühler, besuchte in Stuttgart die Waldorf-Schule, studierte Medizin an den Universitäten von München, Tübingen, Straßburg und Heidelberg und wurde zum Dr. med. promoviert. Danach war Privatdozent für Innere Medizin an der Universität Heidelberg. 1961 erwarb er das Bauschlotter Schloss, in dem er im Folgejahr die Künstlergilde Buslat ins Leben rief, die eine rege Ausstellungs- und Veranstaltunsgtätigkeit aufnahm. Auf dem Schloss initiierte er unter anderem nach dem Tod des Künstlers Fritz Lang eine Gedächtnisausstellung und zeigte 1985 erstmals alle bis dahin bekannten Lang-Holzschnitte. Zudem verfasste er 1985 das Buch Fritz Lang – Leben und Werk – dargestellt an den Holzschnitten. Die Künstlergilde brachte eine Vielzahl von kunst- und geschichtsinteressierten Personen zusammen. Gemeinsam mit dem von 1964 bis 1968 amtierenden Gilde-Vorstand, dem Fotografen und Kunstgeschichtler Johannes Canis, zählte Sandkühler 1966 zu den Gründungsmitgliedern des Heimat-Vereins Bauschlott, dem er als Schatzmeister diente und der neben der Förderung des Heimatgedankens und der Verschönerung des Ortsbilds als dritten Vereinszweck auch die Entfaltung der kulturellen Bedeutung von Bauschlott als Sitz der Künstlergilde hatte. Er war Facharzt für Innere Medizin und für Laboratoriumsmedizin. Er betrieb in Stuttgart ein eigenes medizinisch-diagnostisches Institut. In den 1980er Jahren war er außerplanmäßiger Professor für Innere Medizin an der Universität Heidelberg, wo er sich 1956 habilitiert und seine Lehrtätigkeit aufgenommen hatte. Zu seinen Vorfahren gehörten der Hochschullehrer Leopold Kronecker sowie der Hochschullehrer, Bau- und Akademiedirektor Christian Friedrich von Leins.

## Veröffentlichungen

### Als Mediziner
- Taschenbuch der klinischen Blutmorphologie. Enke Verlag, Stuttgart 1949.
- mit H. J. Streicher: Klinische Zytologie. Grundriss der allgemeinen Zytologie und der Zytodiagnostik. Thieme, Stuttgart 1953.
- mit Rudolf Stodtmeister: Osteosklerose und Knochenmarkfibrose. Thieme, Stuttgart 1953.

### Als Kunstexperte
- mit Titze: Hermann Sandkuhl. Leben und Werk. 1980.
- Schloß Bauschlott und die Künstlergilde Buslat. Künstlergilde Buslat, Neulingen 1982.
- mit M. Lang: Fritz Lang. Leben und Werk. 1985.
- mit Ingobert Schmid und Claus-Wilhelm Hoffmann (Hrsg.): Fritz Lang (1877–1961). Maler und Holzschneider. Monografie und Werkverzeichnis. Theiss Verlag, Stuttgart, 1992, ISBN 3-8062-1045-4.

### Sonstiges
- Familienbuch Sandkuhle – Sandkühler. Selbstverlag, Stuttgart 1970–1980.